# Daniel Canogar
Daniel Canogar (Madrid, 1964) es un artista visual contemporáneo hijo de padre español y madre estadounidense, cuya vida y carrera se ha dividido entre España y Estados Unidos. Comenzó formándose en el mundo de la fotografía, pero pronto se interesó por las posibilidades de la imagen proyectada y la instalación artística.

## Carrera
Se interesó por la fotografía en su adolescencia, formándose de manera autodidacta en un estudio fotográfico casero. Finalmente decide dedicarse profesionalmente a este ámbito artístico y en 1990 se especializa en fotografía a través de un máster de la New York University y el International Center of Photography. 
Actualmente, su producción artística se desarrolla en torno a la idea de la memoria y de su pérdida, tema que desarrolla desde diferentes perspectivas. 
A través de su inmersión en chatarrerías y mercadillos ha generado un diálogo entre el pasado analógico y el presente digital, mediante la utilización de tecnologías obsoletas (cintas de VHS y 35 mm, discos duros, CDs, consolas, etc.) como materia prima sobre las cuales proyecta animaciones que las devuelven a la vida recuperando la memoria colectiva que contienen. 
Parte de su creación artística se ha visto enfocada hacia la proyección de video en fachadas de edificios públicos en ciudades de todo el mundo. Mediante la utilización de pantallas de croma, Canogar invita a los ciudadanos de las diferentes ciudades a participar de su obra: el artista graba a los participantes mientras reptan por la pantalla de croma, generando en la proyección final la ilusión de que están escalando hacia la cima del edificio: “Por la "conquista" de estos edificios, que se conviertan en participantes activos de una historia compartida, en lugar de meros espectadores de una realidad urbana.”
 
Asimismo, Canogar ha desarrollado un mosaico de LED flexible que le permite configurar pantallas con formas curvas y complejas que se adaptan a los diferentes espacios en los que se exhiben. De esta manera, el artista rompe los límites de la pantalla tradicionalmente conocida y conceptualiza los nuevos medios como escultura. El interés final de estas obras es la inmersión del público en las mismas, invitando a los espectadores a moverse a su alrededor e interactuar con el movimiento que generan.

## Arte público

### Proyecciones
Mediante la investigación y desarrollo de la utilización de los nuevos medios como elemento artístico, Daniel Canogar lleva desde 2006 proyectando videocreaciones sobre las fachadas de edificios emblemáticos de diferentes ciudades de todo el mundo. Series como Clandestinos realizadas en Madrid y Roma en los años 2006 y 2007 respectivamente, evolucionan a lo que actualmente es una de las series más conocidas del artista: Asalto. Mediante la utilización de pantallas de croma, el artista ha generado proyecciones donde los ciudadanos escalan edificios de sus localidades. Desde 2009, los Asalto de Daniel Canogar han conquistado edificios de ciudades como Segovia, Nueva York, Durham, Madrid, Barcelona o Toronto. 

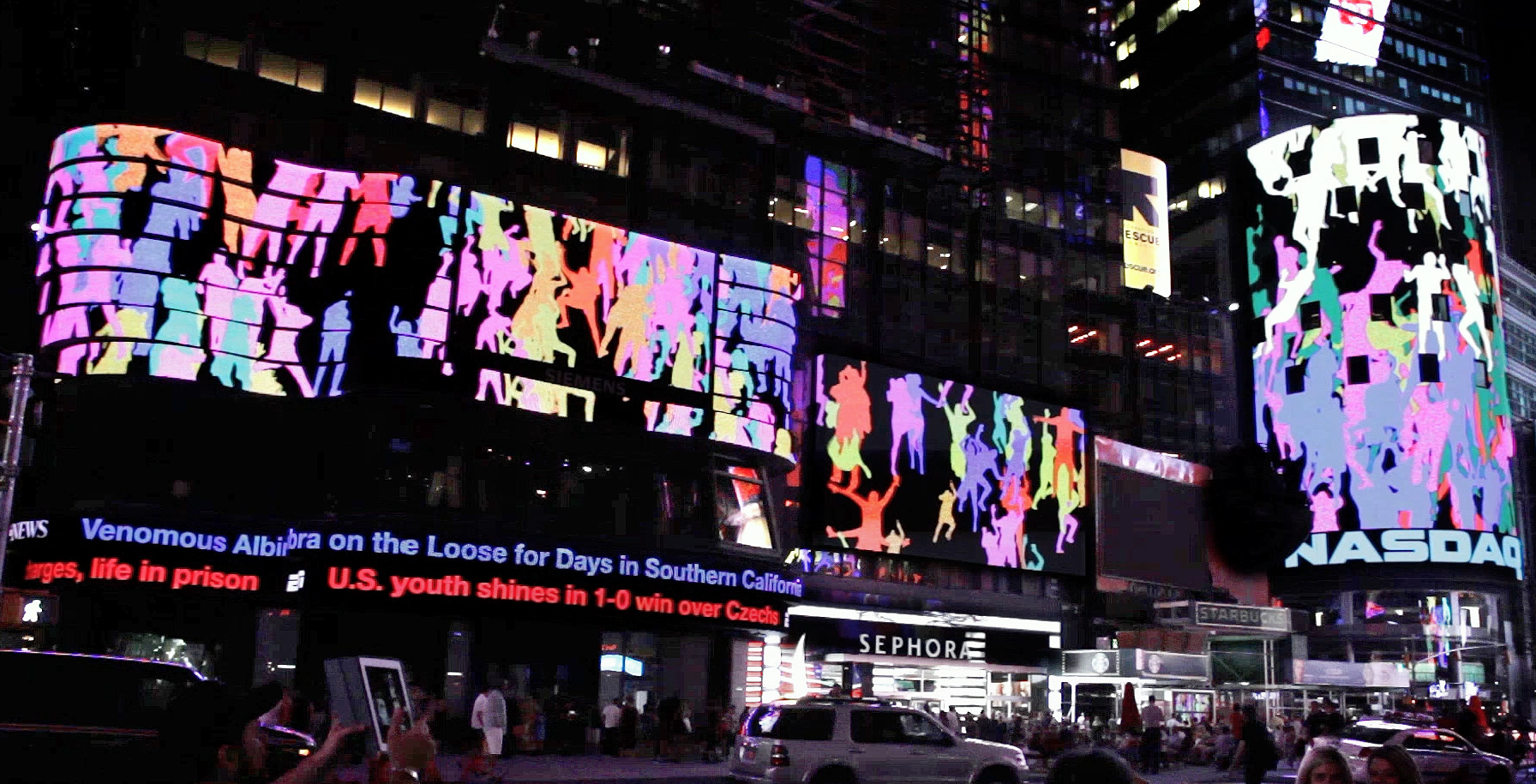
Storming Times Square (2014).

En la misma línea que las obras mencionadas anteriormente, se encuentra Storming Times Square, una videoproyección que pudo verse en las grandes pantallas de Times Square, Nueva York, durante el mes de septiembre de 2014. La animación proyectada se generó mediante la realización de una performance participativa donde ciudadanos de Nueva York fueron grabados reptando sobre una plataforma de croma construida en el propio Times Square. 
Entre otras proyecciones públicas realizadas por el artista, encontramos obras como Cannula Salamanca (2016) y Amalgama El Prado (2019). Ambas videoproyecciones se basan en animaciones generativas creadas a través de algoritmos que transforman videos de YouTube (Cannula Salamanca) y obras de la colección del Museo Nacional del Prado (Amalgama El Prado), en composiciones abstractas. Fueron proyectadas sobre las fachadas de la Universidad de Salamanca, dentro de la primera edición del Festival Luz y Vanguardias, y la fachada de Goya del Museo del Prado, respectivamente. 

### Instalaciones escultóricas de pantallas LED

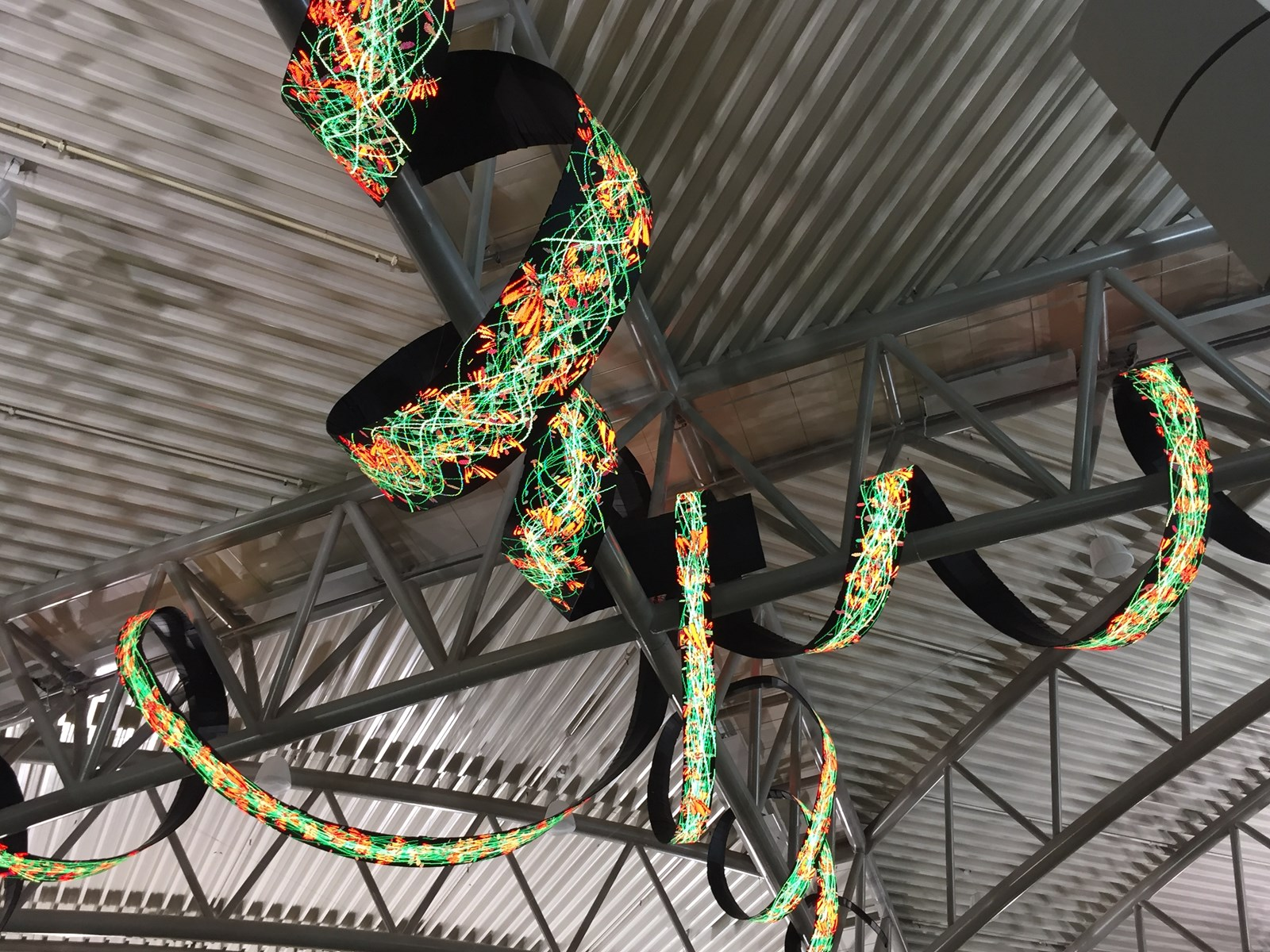
Tendril de Daniel Canogar en el Aeropuerto Internacional de Tampa, Florida (2017).

Desde 2010, Daniel Canogar ha generado una serie de instalaciones escultóricas mediante la utilización de mosaicos flexibles de LEDs, los cuales le permiten configurar pantallas que se torsionan creando curvas complejas que se adaptan al espacio en el que aparecen expuestas. Partiendo de la obra Travesías, la cual fue expuesta en el Consejo de la Unión Europea en Bruselas en 2010, y posteriormente expuesta de forma temporal en la Fundación Canal en Madrid, las instalaciones escultóricas de Daniel Canogar pueden verse en diferentes ciudades del planeta. El Borusan Contemporary de Estambul aparece presidido por Crossroad, obra creada en 2012, así como Waves, en el "2 Houston Center" en el downtown de Houston, o la instalación con pantallas LED con mayores dimensiones creada por Canogar hasta la fecha, Tendril (2017) en el Aeropuerto Internacional de Tampa, Florida. 

## Obras y series destacadas

### Series fotográficas
La obra inicial de Canogar se centra en la fotografía, aunque evoluciona rápidamente a la instalación y la experimentación con imagen proyectada. Sin embargo, ha realizado diferentes series fotográficas a lo largo de su carrera. Series como Palpitaciones (1998) y Osarios (2001), se basan en la configuración de composiciones fotográficas mediante la repetición de elementos, como manos o huesos. En series como Gravedad Cero (2002) y Jump (2004), el artista genera unos collages fotográficos en los que crea la ilusión de vacío donde flotan diferentes grupos de personas. Asimismo, en Otras Geologías (2005) y Enredos (2008), Canogar introduce en sus composiciones fotográficas el uso de residuos y material tecnológico desechado encontrado en diferentes chatarrerías y mercadillos, que ahogan a las diferentes personas que protagonizan las fotografías. 

### Instalaciones
En los primeros años de producción, Canogar comienza a investigar en torno a la imagen proyectada y la instalación artística, creando obras como Sensorium III (1993), Body Press (1996), Alien Memory (1998) o Dermal Thresholds (2000), las cuales tienen como protagonista la fotografía, el cuerpo humano, su fragmentación y su proyección a través de medios tecnológicos. 

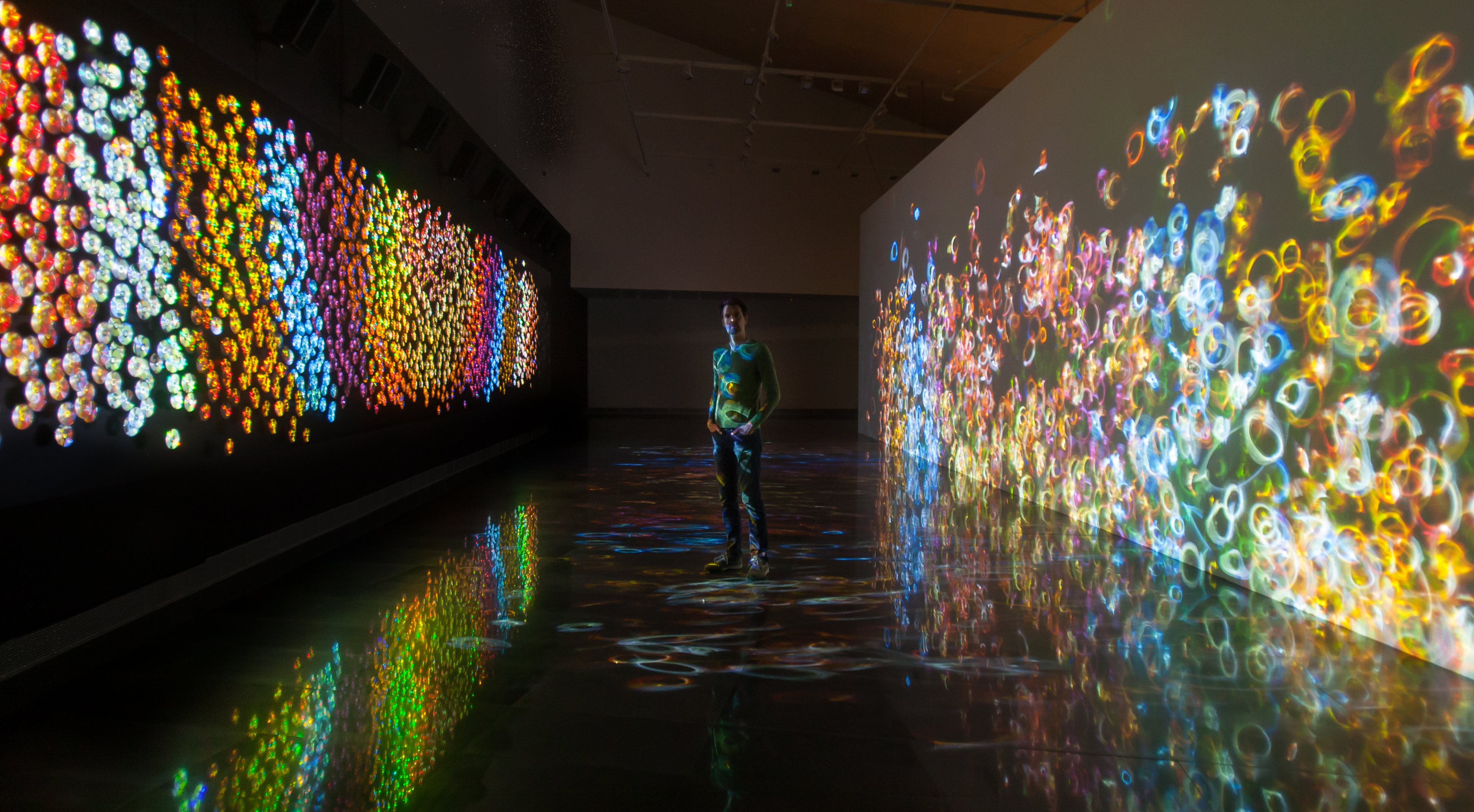
Sikka Ingentium (2017).

A continuación comienza a introducir material tecnológico desechable, configurando instalaciones de proyección fotográfica mediante cables de fibra óptica, desechos electrónicos, cintas de video, etc. En Palimpesto de 2008, bombillas fundidas se convierten en una gran pantalla que recibe proyecciones de luz que devuelven por un momento la vida pasada de las mismas. Obras como Tangle (2008), Scanner (2009), Synaptic Passage (2010) o Cerebro (2010) entre otras, el artista configura diferentes composiciones formadas por masas de cables los cuales reciben proyecciones de luz, creando la ilusión de que son atravesados por energía eléctrica, recobrando su antigua función. En esta misma línea de reutilización de materiales desechados, obras como Sikka (2012), Sikka Magnum (2013) o Sikka Ingentium realizada en (2017). Esta última es una de las grandes instalaciones artísticas creada por Daniel Canogar, actualmente exhibida en el Museo Universidad de Navarra. La instalación se compone por 2400 DVDs reciclados que conforman un "mosaico audiovisual que reflexiona sobre nuestra cultura, los soportes utilizados para almacenar la información y su pervivencia en la sociedad actual." 

### Animaciones generativas
En los últimos años, Daniel Canogar ha creado una serie de obras basadas animaciones generativas. Estas piezas se conforman a tiempo real mediante el uso de algoritmos generativos, que recogen y traducen visualmente datos de diferentes ámbitos, según la elección del artista. Rise (2015) combina a tiempo real los videos grabados para la obra anteriormente citada, Storming Times Square, visualizándose de forma vertical y en constante evolución, en una pantalla de 65 pulgadas. Cannula (2016) utiliza los 100 videos más buscados de YouTube para generar una composición abstracta con los mismos. Utilizando datos de 383 fondos índice de todo el planeta, a tiempo real, configura la animación generativa de Xylem (2017). Esta animación tiene un movimiento ascendente o descendente, dependiendo de la cotización real de los fondos que se actualiza cada 10 segundos. La paleta de colores utilizada en la obra se basa en la gama cromática de las principales monedas del mundo. Draft (2017) tiene como base de su animación generativa los textos fundacionales del sistema democrático: la Carta Magna, la Declaración Universal de los Derechos Humanos y la Constitución de los Estados Unidos. 
Entre otras animaciones generativas, encontramos obras como Ooze (2017), Ráfagas (2018) o Amalgama (2019). 

### Small Data

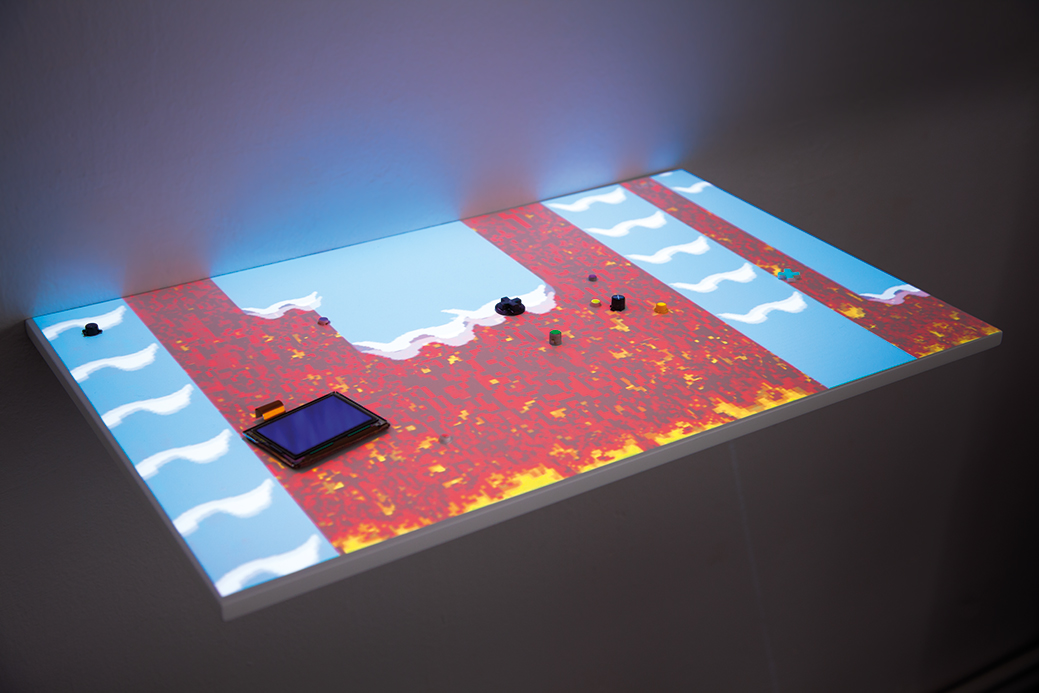
Game Over de la serie "Small Data"(2014).

La serie Small Data se conforma por un conjunto de obras compuestas por dispositivos tecnológicos obsoletos a los cuales el artista dota momentáneamente de vida. Mediante la proyección cenital de videos sobre las piezas, se genera la ilusión de que estos objetos del pasado recobran la utilidad para la cual fueron concebidos. Daniel Canogar se convierte en estas obras en un arqueólogo, recogiendo las piezas entre montones de desechos para después exponerlas cuidadosamente sobre baldas individuales como fósiles de una era lejana. 
Esta serie reflexiona sobre uno de los temas principales de la producción artística de Canogar, la memoria y su pérdida. Estos objetos obsoletos fueron en su momento de uso diario de las personas que los poseían, creando por lo tanto relaciones estrechas con los mismos. El artista los concibe, por tanto, como contenedores de la memoria tanto personal como colectiva de la época en la que existieron y mediante estas instalaciones, pretende recuperarla. 
Dentro de esta serie se encuentran obras como HDD (2014), AC (2014), PCB (2014), GSM (2014), CMYK (2014), CCTV (2014), entre otros. 

## Exposiciones
Proyectos expositivos destacados:
- 2019. Memorias Líquidas, Sala Kubo-kutxa, San Sebastián.
- 2019. Surge. Instalación temporal en el Moss Arts Center, Virginia Tech, Blacksburg, VA.
- 2019. Echo, Paul and Lulu Hilliard University Art Museum, University of Lousiana, Lafayette, LA.
- 2018. Melting the Solids, Galería Wilde, Ginebra.
- 2017. Fluctuaciones, Sala Alcalá 31, Madrid.
- 2017. Sikka Ingentium, Museo Universidad de Navarra, Pamplona.
- 2014. Quadratura, Espacio Fundación Telefónica, Lima.
- 2011. Vórtices, Fundación Canal de Isabel II, Madrid.
- 2010. Synaptic Passage en "Brain: The Inside Story", Museo Americano de Historia Natural, Nueva York.

Sus  trabajos se han expuesto en el Museo Nacional Centro de Arte Reina Sofía, Madrid; el Palacio de Velázquez, Madrid; Galería Max Estrella, Madrid; bitforms gallery, Nueva York; Wilde Gallery, Ginebra; Eduardo Secci Contemporary, Florencia; Centro de Arte Santa Mónica, Barcelona; Museo Alejandro Otero, Caracas; Wexner Center for the Arts, Ohio; Offenes Kulturhaus Center for Contemporary Art, Linz; Museo Kunstsammlung Nordrhein Westfallen, Dusseldorf; Museo Hamburger Banhof, Berlín; Borusan Contemporary Museum de Estambul; Museo de Historia Natural, Nueva York; Museo Andy Warhol, Pittsburgh y Mattress Factory Museum, Pittsburgh.

## Publicaciones
- 1992: Ciudades Efímeras: Exposiciones Universales, Espectáculos y Tecnología, Julio Ollero Publisher, Madrid.
- 1997: Daniel Canogar, Biblioteca de Fotógrafos Madrileños del Siglo XX, Caja de Madrid, Madrid.
- 2000: Spanish Pavillions, Sociedad Estatal Hanover 2000, EXPO 2000, Hannover.
- 2002: Ingrávidos, Fundación Telefónica, Madrid.